# Andreas von Flotow (Reiter)
Andreas von Flotow  (* 6. Juni 1876 in Kogel; † 17. Januar 1950 in Murnau am Staffelsee) war ein deutscher Dressurreiter und deutscher Oberst.

## Leben
Seine Eltern waren Georg von Flotow (1837–1901) und Alma Freiin von Gersdorff (1837–1909), Tochter der Auguste von Tschirschky und Bögendorff und des sächsischen Juristen Heinrich August von Gersdorff. Der Vater war Großgrundbesitzer mehrerer dann eigenständiger Güterkomplexe um Kogel, Satow und Stuer. Der 1933 von seinen eigenen Leuten in einem Feme-Mord hingerichtete NS-Führer Andreas von Flotow und der spätere Mitgründer des Deutschen Adelsarchivs Jürgen von Flotow waren seine Neffen. Flotow hatte mehrere Geschwister, so auch den Kunstmaler Ernst von Flotow, der in den 1950er Jahren noch in der DDR lebte und im Heimatdorf Stuer beerdigt ist. Sein Bruder Georg Jürgen von Flotow und dessen Sohn Jürgen Tiedicke von Flotow gingen dagegen in den Westen.
Andreas von Flotow war Offizier der Preußischen Armee. Er diente 1897 als Leutnant im 1. Großherzoglich Mecklenburgisches Dragoner-Regiment Nr. 17. Anschließend erfolgte die Versetzung zum Königs-Ulanen-Regiment (1. Hannoversches) Nr. 13 nach Hannover.
Bei den Olympischen Sommerspielen 1912 in Stockholm wurde er im Dressurreiten-Einzel mit seinem Pferd Senta Elfter.
Während des Ersten Weltkriegs trat Andreas von Flotow als Zeuge wider den Behauptungen von deutschen Plünderungen in Frankreich in Erscheinung. Er wurde als Rittmeister in die Reichswehr übernommen und diente der Offizier 1922 bis 1926 als Reitlehrer an der Kavallerieschule der Reichswehr in Hannover. Bereits am 17. Juni 1920 wurde er zum Major befördert. Er schied zunächst als Oberstleutnant aus der Armee aus.
In der Zeit des Nationalsozialismus wurde er reaktiviert und diente von 1934 bis 1940 erneut als Reitlehrer an der Kavallerieschule. Er erreichte schlussendlich den Rang als Oberst. Andreas von Flotow zog vor 1939 nach Murnau, zu seiner Schwester Alma von Schlieffen (1870–1944), blieb ledig und hatte keine Nachfahren.

## Schriften
- Winke und Anhaltspunkte für die Ausbildung der Reiterjugend. Selbstverlag d. Kavallerieschule, Hannover 1934. DNB 573945640

## Genealogie
- Gothaisches Genealogisches Taschenbuch der Adeligen Häuser. Zugleich Adelsmatrikel der D.A.G. Teil A (Uradel). 1940. Neununddreißigster Jahrgang, Justus Perthes, Gotha 1939, S. 269–270. Siehe: FamilySearch (Kostenfrei).
- Hans Friedrich von Ehrenkrook, Jürgen Thiedicke von Flotow, Friedrich Wilhelm Euler: Genealogisches Handbuch des Adels, Adelige Häuser A (Uradel), Band I, Band 5 der Gesamtreihe GHdA, Hrsg. Deutsches Adelsarchiv, C. A. Starke, Glücksburg/Ostsee 1953, ISSN 0435-2408, S. 64–68.